# رودني بورتر
رودني روبرت بورتر (بالإنجليزية: Rodney Robert Porter)‏ ـ (8 أكتوبر 1917 ـ 7 سبتمبر 1985) عالم كيمياء حيوية إنجليزي حصل على جائزة نوبل في الطب سنة 1972 مناصفة مع الأمريكي جيرالد إيدلمان لاكتشافهما التركيب الكيميائي الدقيق لجسم مضاد.
ولد بورتر في مقاطعة لانكشير الإنجليزية، وحصل على درجة البكالوريوس في العلوم في تخصص الكيمياء الحيوية من جامعة ليفربول سنة 1939، ثم انتقل إلى جامعة كامبردج لدراسة الدكتوراه، ليحصل عليها سنة 1948.
عمل بورتر بالمعهد الوطني للأبحاث الطبية لمدة أحد عشر عاماً (بين عامي 1949 و1960) قبل أن ينتقل للعمل أستاذاً لعلم المناعة بالمدرسة الطبية التابعة لمستشفى سانت ماري بالكلية الإمبريالية في لندن، ثم انتقل سنة 1967 ليشغل كرسي ويتلي للكيمياء الحيوية في جامعة أكسفورد.
في سنة 1991 سمي مبنى معهد الغليكوبيولوجي بقسم الكيمياء الحيوية بجامعة أكسفورد (وهو المعهد الذي أسسه البروفيسور ريموند دويك) باسم «مبنى رودني بورتر».
تزوج بورتر وكان له خمسة أبناء، وتوفي في حادث طريق قرب وينتشستر بمقاطعة هامبشير سنة 1985.

## روابط خارجية
- رودني بورتر على موقع الموسوعة البريطانية (الإنجليزية)
- رودني بورتر على موقع مونزينجر (الألمانية)
- رودني بورتر على موقع إن إن دي بي (الإنجليزية)